# Lounge Musique
Lounge Musique – piąty w karierze album włoskiej wokalistki In-Grid. Utwory na płycie utrzymane są w stylu chilloutowo-lounge'owym. Większość utworów napisana jest przez samą In-Grid, która jest także współproducentką albumu. Nowe brzmienia to zupełnie nowe oblicze w twórczości włoskiej piosenkarki.

## Lista utworów
1. Comment te dire adieu? — 3:42 (Françoise Hardy, 1968)
2. Les enfants du Pirée — 3:48 (Dalida, 1960)
3. Tu veux ou tu veux pas — 2:41 (Brigitte Bardot, 1970)
4. Étienne — 3:39 (Guesch Patti, 1987)
5. Mais non mais oui — 3:19
6. C'est si bon — 3:36 (Yves Montand, 1964)
7. Alchimie — 3:39
8. Sympathique — 3:26
9. Tentación Al Hombre — 3:34
10. C'est la ouate — 3:16 (Caroline Loeb, 1986)
11. Quiero Vivir — 3:32
12. Ange ou diable — 3:47
13. L'Été indien — 4:22 (Joe Dassin, 1975)
14. Papillonne sur moi (Fab Samperi Remix) (Bonus Track) — 4:28